# تشيستر هاردينغ
تشيستر هاردينغ (بالإنجليزية: Chester Harding)‏ هو سياسي أمريكي، ولد في 31 ديسمبر 1866، وتوفي في 11 نوفمبر 1936. انتخب List of governors of the Panama Canal Zone ‏.